# Leccinum scabrum
Leccinum scabrum, comúnmente conocido como boleto del abedul y boleto de pie escabroso, es un hongo comestible de la familia Boletaceae, anteriormente se clasificó como Boletus scaber.
Los boletos de abedul son muy conocidos en Europa, en el Himalaya en Asia, y en general en todo el hemisferio norte, se producen sólo en micorriza con el abedul y fructifica de junio a octubre.

## Descripción
El sombrero es de 5 a 15 cm de ancho. En un primer momento, es semiesférico, y más tarde se hace más plana. La piel del sombrero es de color gris-marrón claro a gris-marrón rojizo, y bastante viscoso cuando está húmedo.
Los poros son de color blanco a una edad temprana y más tarde grises. En los ejemplares de mayor edad, los poros del píleo pueden abultarse, mientras que alrededor del estipe se abolla pronuciadamente. La cubierta de los poros es fácil de eliminar de la piel del píleo.
El pie es de 5 a 15 cm de largo y de 1 a 3,5 cm de ancho, delgado, con escamas que van del blanco oscuro al negro, y se estrecha hacia arriba. El micelio básico es blanco.
La carne es de color blanquecino, más tarde se vuelve más gris-blanco y no cambia de color cuando se rompen. En los ejemplares jóvenes, la carne es relativamente firme, pero muy pronto se vuelve esponjosa y retiene el agua, sobre todo en tiempo de lluvia. Cuando esta cocida, la carne de los boletos de abedul se vuelve negra.

## Usos
El boleto de abedul es comestible y es especialmente agradable en vinagre o en salmuera. Se utiliza también en platos de setas mixtas, fritas o al vapor.
Es comúnmente cosechado para su consumo en Finlandia.